# Roślinność rzeczywista
Roślinność rzeczywista – roślinność występująca aktualnie na danym terenie. 
W ochronie przyrody dąży się do sytuacji, w której roślinność taka jest zgodna z określoną przez kryteria naukowe roślinnością potencjalną. Roślinność rzeczywista kształtuje się w określonych warunkach środowiskowych, takich jak klimat, geomorfologia, rodzaj gleby, pod wpływem działań ludzkich trwających setki lat.